# Biblioteca Central de Croydon
La biblioteca Central de Croydon es la principal biblioteca de Croydon, y se encuentra situada en el interior de la Torre del Reloj, en Croydon, al sur de Londres, Inglaterra. Es propiedad de la ciudad de Londres, en nombre del consejo de Croydon. La biblioteca está ubicada en cuatro plantas dentro de la Torre del Reloj. En el nivel 0 se encuentra el mostrador de servicio al cliente y el nivel incluye una gran biblioteca infantil. Fue la tercera más utilizada en el Reino Unido en 2010.

## Colecciones y servicios
La biblioteca ofrece una amplia variedad de libros, revistas, CD, DVD y videos para referencia y préstamo. También incluye una amplia gama de computadores con libre acceso y conexión a Internet. Otra característica es que posee una colección WordWise de libros para niños con dislexia. La biblioteca posee locales de estudio y extensos archivos, que también están presentes en el Museo de Croydon. La biblioteca también alberga una colección extensa sobre homosexualidad, la más amplia gama encontrada en Londres. Hay un servicio de información, así como un centro de información turística, uno de los tres en el sudeste de Londres. El café de la Torre del Reloj está situado a las afueras de la biblioteca, y es muy popular. 
Los libros están disponibles en la mayoría de los idiomas que se hablan en la ciudad. Hay una hemeroteca grande que incluye los principales periódicos desde la década de 1990 en la planta superior.